# Bulverhythe
Bulverhythe, connu aussi sous les noms West St Leonards, Bo Peep, Filsham, West Marina et Harley Shute, est une banlieue de la ville de Hastings, dans le Sussex de l'Est, en Angleterre. Elle abrite notamment une esplanade et une grande digue de près de 5 m d'épaisseur face à la Manche. Il se trouvait autrefois sur un petit promontoire appelé Gallows Head, qui a été emporté par les inondations.

## Étymologie
Le nom Bulverhythe désigne littéralement le débarcadère des habitants de la ville (de Hastings). Il est composé des éléments vieil-anglais burh-ware « habitants de la ville » et hȳth « débarcadère ». Il est attesté au XIIe siècle sous la forme Bulwareheda.

## Histoire
Le village historique de Bulverhythe, qui correspond à la partie sud-ouest de la banlieue, comprend un petit port et une jetée. Ce village faisait partie de la confédération des Cinq-Ports sous la direction de Hastings. Il a contribué à armer un navire avec le village de Petit Ihamme (autrefois Pyppels Ham, devenu depuis le village de Pebsham).

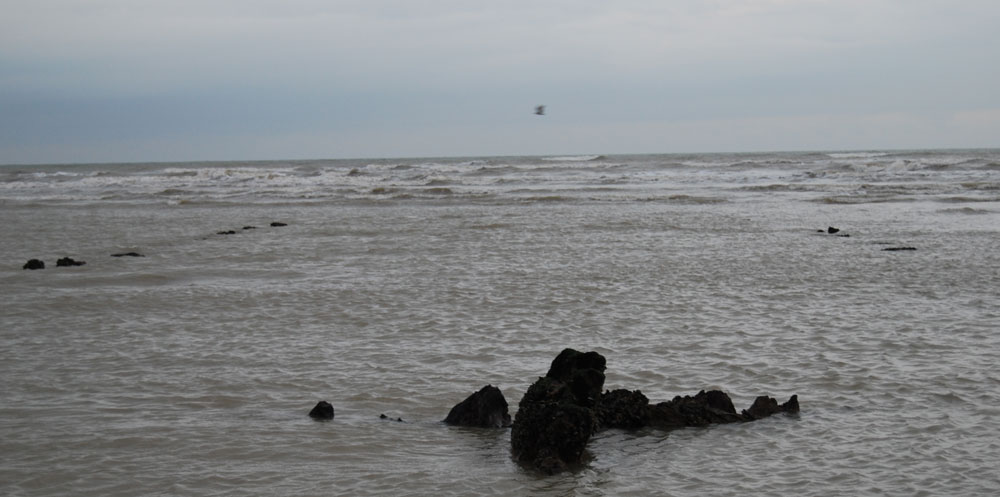
L'épave de lAmsterdam.

En 1749, le voilier Amsterdam de la Compagnie néerlandaise des Indes orientales, qui voguait vers Java, s'échoua à Bulverhythe. L'épave est encore visible à marée très basse, juste en face de la passerelle qui surplombe la voie ferrée.
En janvier 1921, un sous-marin allemand halé par un remorqueur britannique se détacha pour aller s'échouer sur la côte à Bulverhythe. Ce sous-marin était d'un type plus petit que celui qui avait accosté à Hastings en avril 1919. L'événement fut rapporté dans le Hastings Observer avec le titre : « Un autre visiteur sous-marin ! » Trois remorqueurs tentèrent en vain de remettre à flot le sous-marin. Sa coque ayant été endommagée par la mer démontée, il fut finalement démantelé.

## Lieux remarquables
- Filsham Manor est une maison sur Harley Shute Road qui remonte à l'époque anglo-saxonne. Elle a été reconstruite en 1682.
- Les jardins de West Marina Gardens, conçus par James Burton (en), sont situés dans l'est de Bulverhythe, entre West St Leonards et St Leonards. Burton achète ces terrains en 1886 et les convertit en jardins d'ornement en 1891. Ils comprennent un terrain de boulingrin, un putting de golf et des jardins à la française. Un éclairage décoratif a récemment été installé.
- Bulverhythe Salts est un parcours de promenade qui fait partie du sentier de grande randonnée Saxon Shore Way (en).

## Transports
En 1846, Bulverhythe est brièvement desservi par une gare provisoire de la East Coastway line (en) jusqu'au prolongement de cette ligne jusqu'à la gare de West Marina (en). Depuis la fermeture de la gare de West Marina en 1967, la gare la plus proche de Bulverhythe est celle de West St Leonards (en).

## Personnalités liées
- Le poète britannique John Keats a séjourné à Bulverhythe[5].
- L'économiste britannique William Stanley Jevons s'est noyé accidentellement au large de Bulverhythe en 1882.